# ديفيد ليون (مصمم سيارات)
ديفيد ليون (بالإنجليزية: David Lyon)‏ هو مصمم سيارات أمريكي، ولد في 8 نوفمبر 1968 في نابرفيل في الولايات المتحدة.

## وصلات خارجية
- الموقع الرسمي